# الأممية الرابعة
الأممية الرابعة (بالإنجليزية: The Fourth International، واختصارًا: FI)، هي منظمة اشتراكية ثورية دولية تتكون من أتباع ليون تروتسكي، المعروفين أيضًا باسم التروتسكيين، والتي يتمثل هدفها المعلن في الإطاحة بالرأسمالية العالمية وتأسيس الأممية البروليتارية عبر الثورة العالمية. تأسست الأممية الرابعة في فرنسا في العام 1938، بعد طرد تروتسكي وأنصاره من الاتحاد السوفييتي، فاعتبر التروتسكيون الأممية الثالثة أو الكومنترن بمثابة الدمية بيد الستالينية وبالتالي غير قادرة على الوصول بالطبقة العاملة الدولية إلى السلطة السياسية. وهكذا، أسس التروتسكيون الأممية الرابعة المنافسة.
لم يعد في الوقت الحاضر أممية رابعة متماسكة مركزية. لاحق عملاء المفوضية الشعبية للشؤون الداخلية أعضاء الأممية الرابعة طوال وجودها وتاريخها، وتعرضوا للقمع السياسي في دول مثل فرنسا، والولايات المتحدة، ورفضهم أنصار الاتحاد السوفييتي باعتبارهم «مدعين غير شرعيين». كافحت الأممية الرابعة للحفاظ على التواصل في ظل ظروف الملاحقة تلك، بالإضافة إلى القمع الذي تعرضوا خلال الحرب العالمية الثانية، نظرًا لتأثر الانتفاضات البروليتارية اللاحقة في كثير من الأحيان بالستالينيين والجماعات القومية المتشددة المسلحة، وهو ما أدى إلى هزائم متتالية مُنيت بها الأممية الرابعة والتروتسكيون الذين لم يتمكنوا نتيجة لذلك من تحقيق أي تأثير ذي معنى.
على الرغم من ذلك، ما تزال أجزاء كثيرة من العالم، بما فيها أمريكا اللاتينية، وأوروبا، وآسيا، تحوي جماعات تروتسكية كبيرة تميل إلى المواقف المناهضة للستالينية والدفاع عن الأممية البروليتارية. تحمل بعض هذه المجموعات تسمية «الأممية الرابعة» إما ضمن اسم منظماتها، أو في وثائق المواقف السياسي المهمة، أو في كليهما. تماشيًا مع النظرية والفكر التروتسكي، تميل الأممية الرابعة إلى اعتبار الكومنترن دولة عمالية متدهورة. وعلى الرغم من أنها اعتبرت أفكارها ذاتها أكثر تقدمًا وبالتالي أرقى من أفكار الأممية الثالثة، فلم تضغط الأممية الرابعة بشكل فعال للقضاء على الكومنترن. لا يعمل التجسد الحالي للأممية الرابعة ككيان متماسك على غرار أسلافه.
في العام 1940 تعرضت الأممية الرابعة من انقسام كبير وانشقاق أكثر أهمية في العام 1953. في العام 1963، توحدت الفصائل المنشقة بشكل جزئي لكن المنظمة لم تتعاف بما فيه الكفاية، وفشلت في الظهور مرة أخرى كمجموعة واحدة متعددة الجنسيات. تلخصت استجابة التروتسكيين لمثل هذا الوضع بتشكيل أممييات مختلفة في جميع أنحاء العالم، تزامنت مع انقسام البعض حول المنظمة التي تمثل الإرث الحقيقي والاستمرارية السياسية للأممية الرابعة التاريخية.

## التروتسكية
يعتبر التروتسكيون أنفسهم فاعلين في معارضة الرأسمالية والستالينية معًا. دعا تروتسكي إلى الثورة البروليتارية على النحو المنصوص عليه في نظريته عن «الثورة الدائمة»، وآمن أن الدولة العمالية لن تكون قادرة على الصمود ضد ضغوط العالم الرأسمالي المعادي ما لم تنتشر الثورات الاشتراكية بسرعة في بلدان أخرى أيضًا. طُرحت هذه النظرية لمعارضة وجهة النظر التي تبناها الستالينيون بأن «الاشتراكية في بلد واحد» يمكن بناؤها في الاتحاد السوفيتي وحده. علاوة على ذلك، انتقد تروتسكي وأنصاره بشدة الطبيعة الشمولية المتزايدة لحكم جوزيف ستالين. لقد جادلوا بأن لا يمكن تحقيق الاشتراكية بدون ديمقراطية. وهكذا  ونظرًا لغياب الديمقراطية في الاتحاد السوفياتي، خلصوا إلى أن الاتحاد لم يعد دولة عمالية اشتراكية بل دولة عمالية متدهورة.
منذ العام 1923 انتظم تروتسكي وأنصاره باعتبارهم معارضة يسارية. لقد عارضوا فرض البيروقراطية على الاتحاد السوفييتي، والتي حللوها على أنها ناتجة جزئيًا عن فقر وعزلة الاقتصاد السوفييتي. وُلدت نظرية ستالين عن الاشتراكية في بلد واحد في العام 1924 كمعارضة لنظرية تروتسكي للثورة الدائمة والتي جادلت بأن الرأسمالية كانت نظامًا عالميًا وتتطلب ثورة عالمية من أجل استبدالها بالاشتراكية. كان المنظور الدولي للبلاشفة قبل العام 1924 يسترشد بموقف تروتسكي. حاجج تروتسكي بأن نظرية ستالين تمثل مصالح العناصر البيروقراطية المناقضة تمامًا لمصالح للطبقة العاملة.
في نهاية المطاف، نُفي تروتسكي داخليًا وسُجن أنصاره. مع ذلك، استمرت المعارضة اليسارية في العمل سرًا داخل الاتحاد السوفييتي. نُفي تروتسكي إلى تركيا في العام 1928. وانتقل من هناك إلى فرنسا والنرويج وأخيرًا إلى المكسيك. بناء على أوامر ستالين، اغتيل تروتسكي في المكسيك في أغسطس 1940.

## الأممية
الأممية الدولية هي منظمة تضم أحزابًا أو ناشطين سياسيين بهدف تنسيق نشاطهم لتحقيق هدف مشترك. وُجد تاريخ طويل عن انتظام الاشتراكيين على أساس دولي، إذ قاد كارل ماركس جمعية الشغيلة العالمية، والتي أصبحت تعرف فيما بعد باسم «الأممية الأولى».
بعد تفكك جمعية الشغيلة العالمية في العام 1876، بُذلت عدة محاولات لإحياء المنظمة، وتكللت في تشكيل الأممية الاشتراكية (الأممية الثانية) في العام 1889. حُلّت الأممية الثانية في العام 1916 بعد خلافات حول الحرب العالمية الأولى. على الرغم من إعادة تشكيل المنظمة في العام 1923 بصفتها الأممية العمالية والاشتراكية، كان أنصار ثورة أكتوبر والبلاشفة قد أسسوا الأممية الشيوعية (الكومنترن) والتي اعتبروها الأممية الثالثة. جرى تنظيم الأممية الثالثة على أساس مركزي ديمقراطي، مع إلزام الأحزاب المشتركة في الأممية بالنضال من أجل السياسات التي اعتمدتها الهيئة ككل.
مع إعلان أنفسهم باعتبارهم الأممية الرابعة، «الحزب الدولي للثورة الاشتراكية»، يؤكد التروتسكيون على استمراريتهم مع الكومنتورن ومع أسلافه. اقترن اعتراف التروتسكيين بأهمية الأمميات السابقية باعتقادهم أنها تدهورت في نهاية أمرها. على الرغم من أن الأممية الاشتراكية والكومنترن كانتا موجودتان، لم يعتقد التروتسكيون أن هذه المنظمات قادرة على دعم الاشتراكية الثورية والأممية البروليتارية.
لذلك، فقد جاء تأسيس الأممية الرابعة مدفوعًا جزئيًا بالرغبة في تشكيل تيار سياسي أقوى، بدلًا من اعتباره معارضة شيوعية للكومنترن والاتحاد السوفييتي. اعتقد تروتسكي أن تشكيل الأممية الرابعة كان أكثر إلحاحًا للدور الذي ارتأى أنها ستؤديه في الحرب العالمية الثانية التي كانت قادمة لا محالة.

## قرار تأسيس الأممية الرابعة
اعتقد تروتسكي وأنصاره في أوائل الثلاثينات من القرن الماضي أن تأثير ستالين على الأممية الثالثة يمكن محاربته من الداخل ودفعه للتراجع ببطء. في العام 1930 نظموا أنفسهم في المعارضة اليسارية الدولية  والتي أُريد لها أن تكون مجموعة من المعارضين المناهضين للستالينية داخل الأممية الثالثة. لم يعد أنصار ستالين، المهيمنين على الأممية، يتسامحون مع المعارضة. طُرد جميع التروتسكيين بالإضافة إلى الذين اشتُبه في تأثرهم بالتروتسكية.
ادعى تروتسكي أن سياسات الفترة الثالثة للكومنترن قد ساهمت في صعود أدولف هتلر في ألمانيا، وأن تحولها نحو سياسة الجبهة الشعبية (الهادفة إلى توحيد جميع القوى المناهضة للفاشية) زرع أوهام الإصلاحية والسلامية، و «مهد الطريق لانقلاب فاشي». بحلول العام 1935، ادعى تروتسكي أن الكومنترن قد سقط بشكل لا رجعة فيه في أيدي البيروقراطية الستالينية. شارك تروتسكي وأنصاره، الذين طُردوا من الأممية الثالثة، في مؤتمر لمكتب لندن للأحزاب الاشتراكية خارج كل من الأممية الاشتراكية والكومنترن. انضمت ثلاثة من هذه الأحزاب إلى المعارضة اليسارية في التوقيع على وثيقة كتبها تروتسكي تدعو إلى إنشاء أممية رابعة والتي أصبحت تعرف باسم «إعلان الأربعة». لكن سرعان ما نأى حزبان بأنفسهم عن الاتفاقية، في حين عمل الحزب الاشتراكي الثوري الهولندي مع المعارضة اليسارية الدولية لإعلان الرابطة الشيوعية الدولية.
اعترض أندريس نين وبعض أعضاء الرابطة الآخرين على هذا الموقف، كونهم لم يوافقوا على الدعوة إلى أممية جديدة. منحت هذه المجموعة الأولوية لإعادة الاندماج مع المعارضات الشيوعية الأخرى، وبشكل أساسي مع المعارضة الشيوعية الدولية المرتبطة بالمعارضة اليمينية في الحزب السوفييتي، وهو التجمع الذي أدى في النهاية إلى تشكيل المكتب الدولي للوحدة الاشتراكية الثورية. اعتبر تروتسكي تلك المنظمات وسطية. على الرغم من معارضة تروتسكي، اندمج القسم الإسباني مع القسم الإسباني في المعارضة الشيوعية الدولية، مشكلين حزب العمال للوحدة الماركسية. ادعى تروتسكي أن الاندماج سيكون بمثابة استسلام للوسطية. في العام 1933 تعاون حزب العمال الاشتراكي في ألمانيا، وهو حزب يساري منشق عن الحزب الديمقراطي الاجتماعي الألماني نشأ في العام 1931، تعاون مع المعارضة اليسارية الدولية لفترة وجيزة، لكنه سرعان ما تخلى عن الدعوة إلى تشكيل أممية جديدة.